# McLaren MP4/98T
McLaren MP4/98T – pierwszy w historii dwuosobowy samochód Formuły 1, zaprojektowany przez Gordona Murraya. Samochód został zaprezentowany w Australii na początku sezonu 1998. Bezpośrednio za kierowcą siedział pasażer. Według konstruktora samochód miał pozwolić pasażerowi „doświadczyć mocy samochodu Formuły 1”.
Podstawą przy projektowaniu samochodu były bezpieczeństwo i komfort. Samochód był zgodny z przepisami FIA dotyczącymi bezpieczeństwa. Miał również zwiększoną wytrzymałość na zderzenia boczne w związku z ochroną pasażera. Pasażera, siedzącego na fotelu z tworzywa piankowego, chroniły także sześciopunktowe pasy bezpieczeństwa.
Pasażerami samochodu byli m.in. Max Mosley, Murray Walker, król Juan Carlos, Jim Corr czy Vanessa Mae. Łącznie tym samochodem przewieziono 151 pasażerów.